# Voltampère reactief
De volt-ampère reactief is een meeteenheid voor reactief vermogen bij de transmissie en distributie van elektriciteit  . Er ontstaat reactief vermogen in een wisselstroomcircuit wanneer de stroom en spanning niet in fase zijn. De term werd voorgesteld door de Roemeense elektrotechnisch ingenieur Constantin Budeanu en in 1930 geïntroduceerd door de IEC in Stockholm, die deze term heeft aangenomen als de eenheid voor reactief vermogen.
Volgens EU-richtlijn 80/181/EEG (de "metrische richtlijn") is het juiste symbool: "var" (met kleine letters), hoewel de spellingen "Var" en "VAr" ook vaak voorkomen, en "VAR" algemeen wordt gebruikt in de energiesector.
De var komt overeen met de voltampère (VA), de watt (W), de joule per seconde (J/s) en de newtonmeter per seconde (Nm/s). Al deze eenheden zijn gelijk aan elkaar.
1 var = 1 VA = 1 W = 1 J/s = 1 Nm/s
De formule voor het berekenen van het blindvermogen is: Pb = U · I · sin φ

## Hoe reactief vermogen ontstaat
Reactief vermogen ontstaat als gevolg van een blindstroom. Reactief vermogen wordt daarom ook wel blindvermogen genoemd. Een blindstroom ontstaat wanneer er een elektrisch apparaat, zich inductief gedraagt als het apparaat in bedrijf is. Voorbeelden van zulke apparaten zijn b.v. transformatoren en elektromotoren. Deze apparaten hebben gemeen dat zij d.m.v. spoelen, een magnetisch veld induceren (vandaar de term: inductief). Een spoel heeft de eigenschap elke elektrische of magnetische verandering tegen te werken. Bij een positief vermogen ontvangt de spoel energie van de bron en slaat deze op als magnetische veldenergie. Bij een negatief vermogen geeft de spoel deze energie weer terug aan de bron.
Dit heeft tot gevolg dat stroom en spanning niet met elkaar in fase zijn. De stroom zal in dit geval gaan na-ijlen (achterlopen) op de spanning. Zoals is te zien in het middelste voorbeeld van de onderstaande figuur.
Wanneer stroom en spanning in fase zijn is het vermogen gedurende de hele periode positief. Dit is echter niet langer het geval als de stroom voor- of na-ijlt op de spanning. In deze situaties zal het vermogen op sommige momenten negatief zijn (weergegeven door de rode lijnstukken in de bovenstaande figuur). Negatief vermogen wordt niet gedissipeerd als nuttig vermogen.

## Schijnbaar vermogen
Mocht er sprake zijn van een wisselspanning en -stroom die onderling in fase verschoven zijn en beide grootheden worden los van elkaar gemeten door twee afzonderlijke meetinstrumenten, dan wordt geen enkele informatie verkregen over een eventuele faseverschuiving. Het product van spanning en stroom geeft dan slechts een ogenschijnlijke waarde van vermogen, het schijnbaar vermogen.
Om tot het werkelijke vermogen te komen, zal nog een bepaalde component in de berekening moeten worden meegenomen en dat is de mate van faseverschuiving. In de praktijk is daar de cos φ (de arbeidsfactor) voor bedacht. Hierbij is φ de mate van de verschuiving tussen spanning en stroom in graden. Door nu de cosinus van deze waarde te nemen, maakt het niet uit of de stroom voor of achter ijlt op de spanning (immers: cos φ = cos −φ), dus of de stroom nu voor- of achter-ijlt doet niet ter zake, alleen de mate van verschuiving is van belang.
Als spanning en stroom in fase zijn is de faseverschuiving nul. De cos φ is in dat geval 1.
Bij een cos φ van 1 wordt al het geleverde vermogen ook daadwerkelijk gedissipeerd als nuttig vermogen. Bij een cos φ lager dan 1, moet de netbeheerder meer vermogen leveren dan dat daadwerkelijk wordt verbruikt en betaald door de consument.
De formule voor de berekening van het werkelijke vermogen luidt: 
{\displaystyle P_{\text{w}}=U\cdot I\cdot cos\varphi }
Bij een te lage cos φ maakt de netbeheerder extra kosten, omdat deze blindvermogen moet transporteren. In Nederland hanteren de meeste netbeheerders daarom een ondergrens voor de cos φ van 0,85. Een lagere waarde, zorgt voor een hogere belasting van het stroomnetwerk. Er is in dat geval meer koper nodig en ook grotere transformatoren.
Ook in Vlaanderen hanteert de netbeheerder een ondergrens voor de cos φ, maar een hogere grens dan in Nederland, namelijk: 0,95.
Vooral fabrieken, raffinaderijen en grote werkplaatsen waar veel elektromotoren actief zijn, krijgen al snel te maken met een lage cos φ. Dit is de reden waarom cos φ-compensatie wordt toegepast bij grote installaties.

## De relatie tussen werkelijk-, schijnbaar- en blindvermogen

Een Sinusgolf kan worden afgeleid van een ronddraaiende vector (hier voorgesteld door het roternde lijnstuk binnen de groene cirkel

Een handig hulpmiddel om de relatie tussen werkelijk-, schijnbaar- en blindvermogen weer te geven is het vectordiagram. En sinusgolf zoals bij wisselspanning, kan grafisch worden weergegeven door een vector. Dit is beeldend weergegeven in de animatie hiernaast.
De onderstaande figuren hebben betrekking op het algemene geval waarin een spoel op een wisselspanningsbron is aangesloten. In de linker figuur wordt het elektrisch schema weergegeven. In de middelste figuur zijn de signaalvectoren van de spanning U en de stroom I getekend. Het faseverschil tussen beide grootheden is met hoek φ aangegeven. In de rechter figuur wordt de signaalvector van de stroom ontbonden in een component I0 die in fase is met de spanning en een component I90 die een faseverschil van 90 graden heeft met de spanning. De laatste stroomcomponent (de blindstroom) levert geen netto bijdrage aan het aan de spoel geleverde vermogen. Alleen de eerste stroomcomponent (I0) die in fase is met de spanning, is verantwoordelijk voor energietransport naar de spoel.
Op een soortgelijke wijze is het mogelijk om de relatie tussen werkelijk-, schijnbaar- en blindvermogen weer te geven in een vectordiagram.

In dit vectordiagram is:
P_{w} = werkelijk vermogen
P_{s} = schijnbaar vermogen
P_{b} = blind vermogen

Uit dit vectordiagram volgt:
{\displaystyle P_{\text{s}}^{2}=P_{\text{w}}^{2}+P_{\text{b}}^{2}}
Waaruit afgeleid kan worden:
{\displaystyle P_{\text{s}}={\sqrt {P_{\text{w}}^{2}+P_{\text{b}}^{2}}}}
{\displaystyle P_{\text{w}}={\sqrt {P_{\text{s}}^{2}-P_{\text{b}}^{2}}}}
{\displaystyle P_{\text{b}}={\sqrt {P_{\text{s}}^{2}-P_{\text{w}}^{2}}}}